# زاربک
زاربک (به آلمانی: Saerbeck) یک شهر در آلمان است که در Steinfurt واقع شده‌است. زاربک ۷٬۱۱۳ نفر جمعیت دارد.